# PTCDA
PTCDA of 3,4,9,10-peryleentetracarbonzuurdianhydride is een polycyclische aromatische koolwaterstof met als brutoformule C24H8O6. De stof komt voor als een donkerrode vaste stof, die zeer slecht oplosbaar is in water.

## Structuur en eigenschappen
PTCDA is qua structuur afgeleid van peryleen en bezit 6 heteroatomen. Van de kristalstructuur zijn 2 vormen bekend: α- en β-PTCDA.
Het is een vlakke molecule met een geconjugeerd π-elektronensysteem, die over het gehele peryleen-gedeelte gedelokaliseerd is. De twee anhydride-gedeelten vormen een organische halfgeleider.

## Toepassingen
PTCDA is een pigment, dat zowel in de verfindustrie als in de halfgeleiderindustrie wordt aangewend. Het wordt als organische halfgeleider verwerkt in onder andere organische velddefecttransistoren. Derivaten van PTCDA, zoals MePTCDI, worden verwerkt in zonnecellen.